# Morti nel 1254
| Questa pagina contiene informazioni ricavate automaticamente dalle voci biografiche con l'ausilio del template Bio e di un bot. L'aggiornamento è periodico e automatico e ricostruisce completamente la pagina. Se manca una persona in questa lista, sei pregato di non aggiungerla, ma accertati piuttosto che la sua voce biografica contenga il template Bio e che i dati anagrafici siano correttamente compilati. Se il template Bio manca, inseriscilo tu stesso o, in alternativa, metti l'avviso {{tmp\|Bio}} che ne segnala la mancanza. Se i dati riportati sono sbagliati, correggi direttamente la voce biografica; le modifiche saranno visibili in questa lista entro pochi giorni. Per chiarimenti vedi il progetto biografie. La lista contiene solo le 19 persone che sono citate nell'enciclopedia e per le quali è stato implementato correttamente il template Bio. Pagina aggiornata al 13 gen 2025. |

- 11 marzo - Balbina da Assisi, religiosa italiana
- 28 marzo - Guglielmo di Ferrers, V conte di Derby, nobile inglese (n. 1193)
- 13 maggio - Silvester de Everdon, vescovo cattolico inglese
- 21 maggio - Corrado IV di Svevia, sovrano tedesco (n. 1228)
- 3 giugno - Andrea Caccioli, presbitero italiano (n. 1194)
- 8 giugno - Roberto di Nantes, patriarca cattolico francese
- 12 ottobre - Rodobaldo II di Pavia, vescovo cattolico e santo italiano
- 3 novembre - Giovanni III Vatatze, imperatore bizantino (n. 1192)
- 5 novembre - Gil Torres, cardinale spagnolo
- 7 dicembre - Papa Innocenzo IV, papa, cardinale e vescovo cattolico italiano
- 8 dicembre - Stefano de Normandis dei Conti, cardinale italiano
- Guglielmo Aldobrandeschi, nobile italiano
- Ansaldo De Mari, ammiraglio italiano
- Amata d'Assisi, religiosa italiana
- Iolanda di Châtillon-Nevers (n. 1222)
- Corrado Malaspina, politico e militare italiano
- Giovanni Moro, politico arabo
- Rodolfo di Ems, poeta tedesco
- Iacopo di Breganze, vescovo cattolico italiano